# Monterosso al Mare

Situació de Monterosso al Mare

Monterosso al Mare (en lígur Monterosso) és un municipi italià, situat a la regió de Ligúria i a la província de La Spezia. L'any 2010 tenia 1.522 habitants. Limita amb els municipis de Levanto, Pignone i Vernazza. És un dels municipis que forma part de les Cinque Terre (Çinque Taere).

## Geografia
Monterosso està situat al centre d'una petita badia natural, protegida per un escull artificial. A l'oest del país, més enllà dels turons dels Cappuccini, es troba el poble de Fegina, expansió natural de caràcter turístico-balneari del nucli original. A Fegina es pot arribar a través d'un túnel de poques desenes de metres; l'estació de tren es troba aquí i les platges són relativament grans, en comparació amb els estrets penya-segats que caracteritzen els altres pobles de les Cinque Terre.
Monterosso al Mare va ser membre de la Comunitat Muntanyenca de la costa de La Spezia fins a l'1 de gener de 2009, quan les directrius per a la reorganització de les comunitats de muntanya, regulades per la Llei Regional núm 24 del 4 de juliol de 2008, en vigor des de l'1 degener de 2009, el municipi en fou exclòs i delegant a la Comunitat Muntanyenca de Val de Vara les funcions administratives en matèria d'agricultura, desenvolupament rural, forestal i lluita contra incendis. El territori forma part del Parc Nacional de les Cinque Terre.

## Història
Després de la batalla de l'any 1016 va minvar el perill de les incursions sarraïnes i va començar a establir-se una migració des dels turons fins al mar, des d'Albereto a Monterosso.
La ciutat va ser nomenada per primera vegada en un document, amb data de 1056, en què Guido degli Obertenghi, fill d'Adalberto II, va fer algunes donacions al lloc Monte Russo. Monterosso va quedar sota el domini dels Lagneto després passà a la República de Gènova, qui la va cedir a Pisa.
En 1254 Pisa va tornar a Gènova el castell i un temps després els genovesos la van prendre totalment. Com a reminiscència del passat ha restat el castell, amb la seva planta allargada que inclou tres torres circulars, la torre d'Aurora amb vistes al mar i una torre medieval de la ciutat en el centre, davant de la parròquia de San Giovanni Battista (Sant Joan Baptista).
La part més antiga del poble es reuneix sota el castell, a la vall del torrent Buranco. Més tard, la ciutat es va desenvolupar a l'altre costat del torrent i al pla de la cala, limitat a l'est de la punta Corone i a l'oest dpel penya-segat de la torre Aurora.
El 2007 la costa de Monterosso ha estat proclamada per la revista Forbes la platja més sexy del món.

## Administració
| Període   | Identitat          | Partit                       |
| --------- | ------------------ | ---------------------------- |
| 1985-1995 | Claudio Cavallo    | PSI, després PCI             |
| 1995-2004 | Antonio Consonni   | Llista Cívica (centre)       |
| 2004-     | Angelo Maria Betta | Llista Cívica Per Monterosso |

## Galeria d'imatges

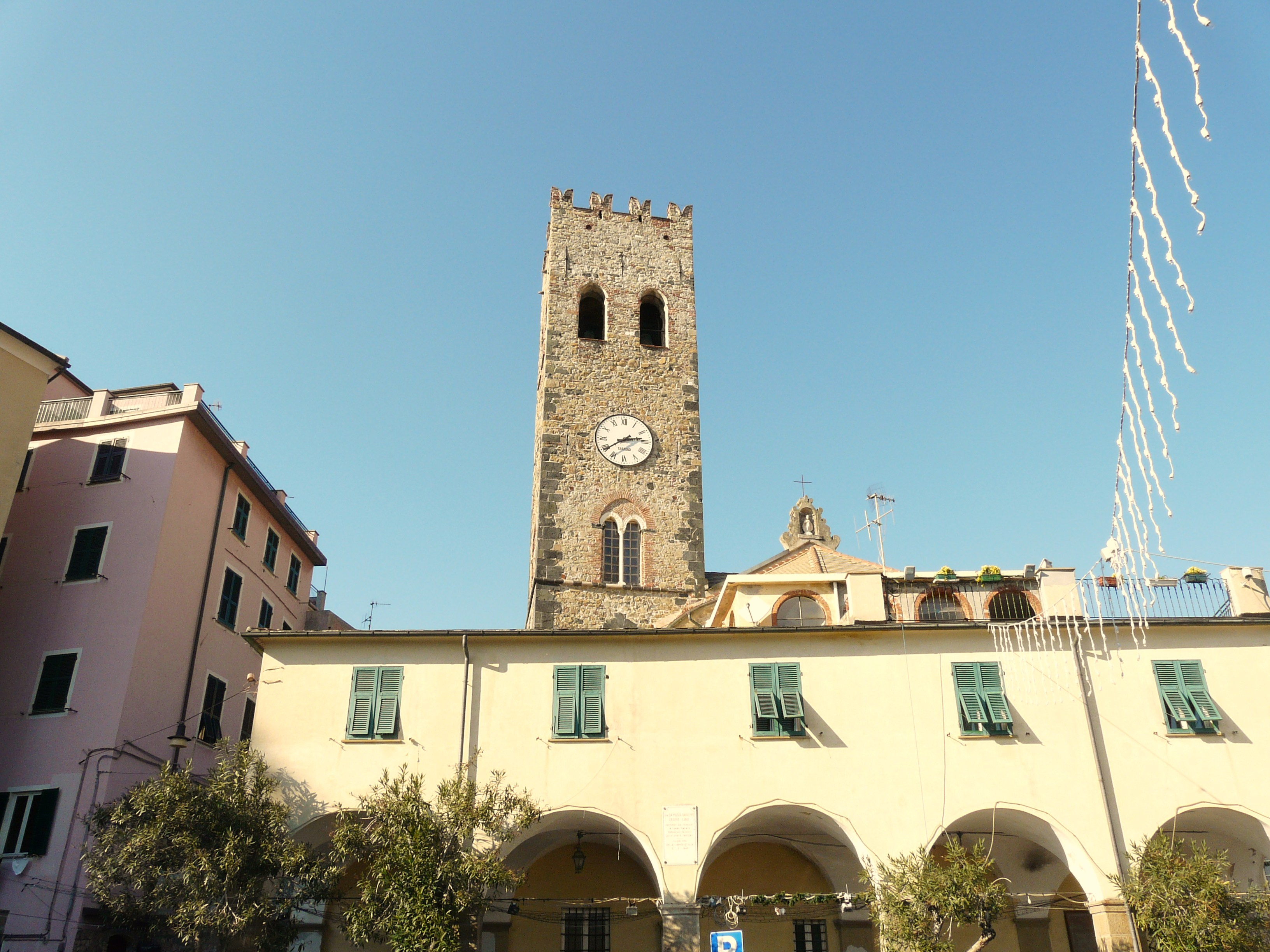
Campanar de San Giovanni Battista
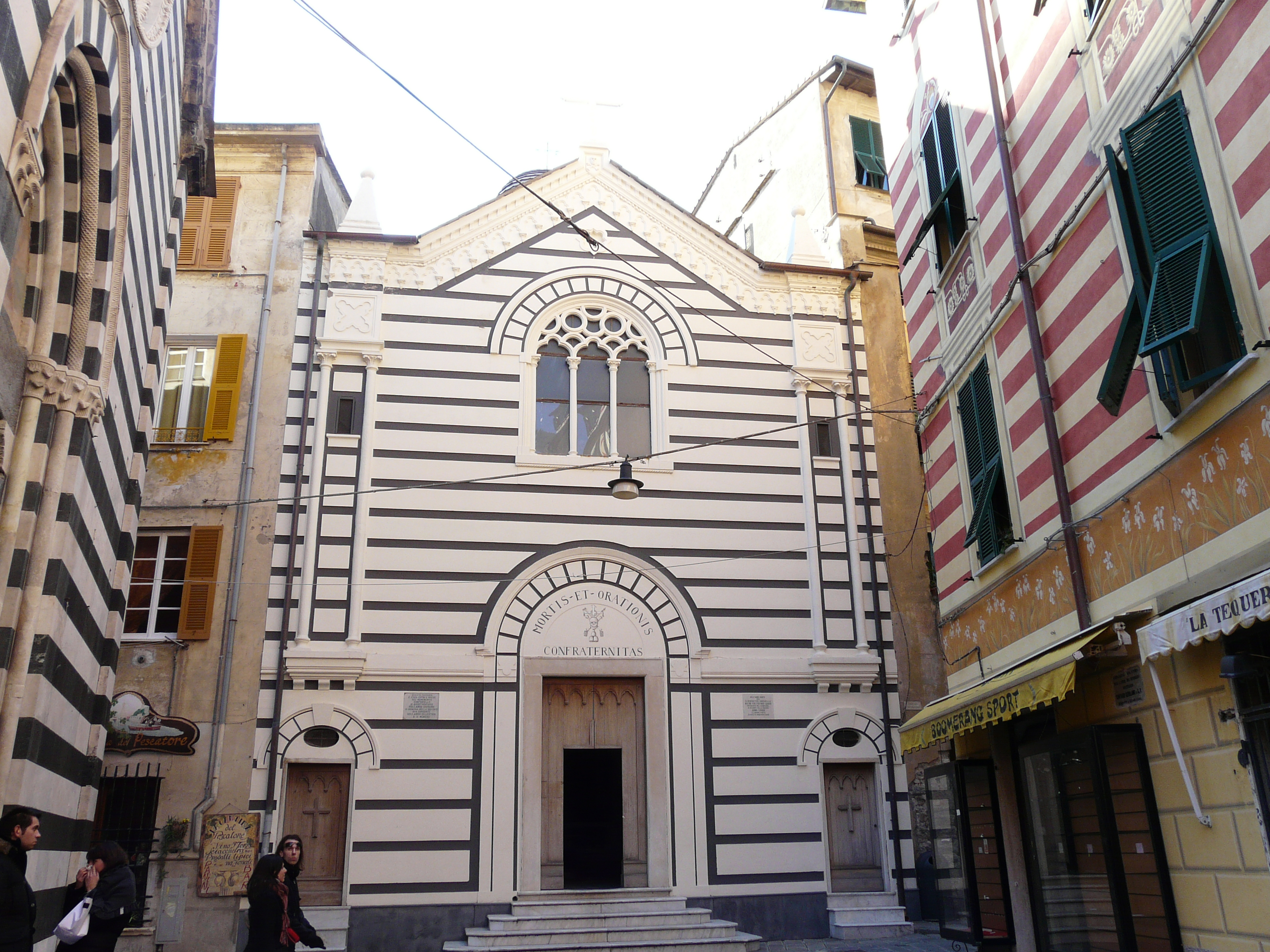
Oratori dei Neri
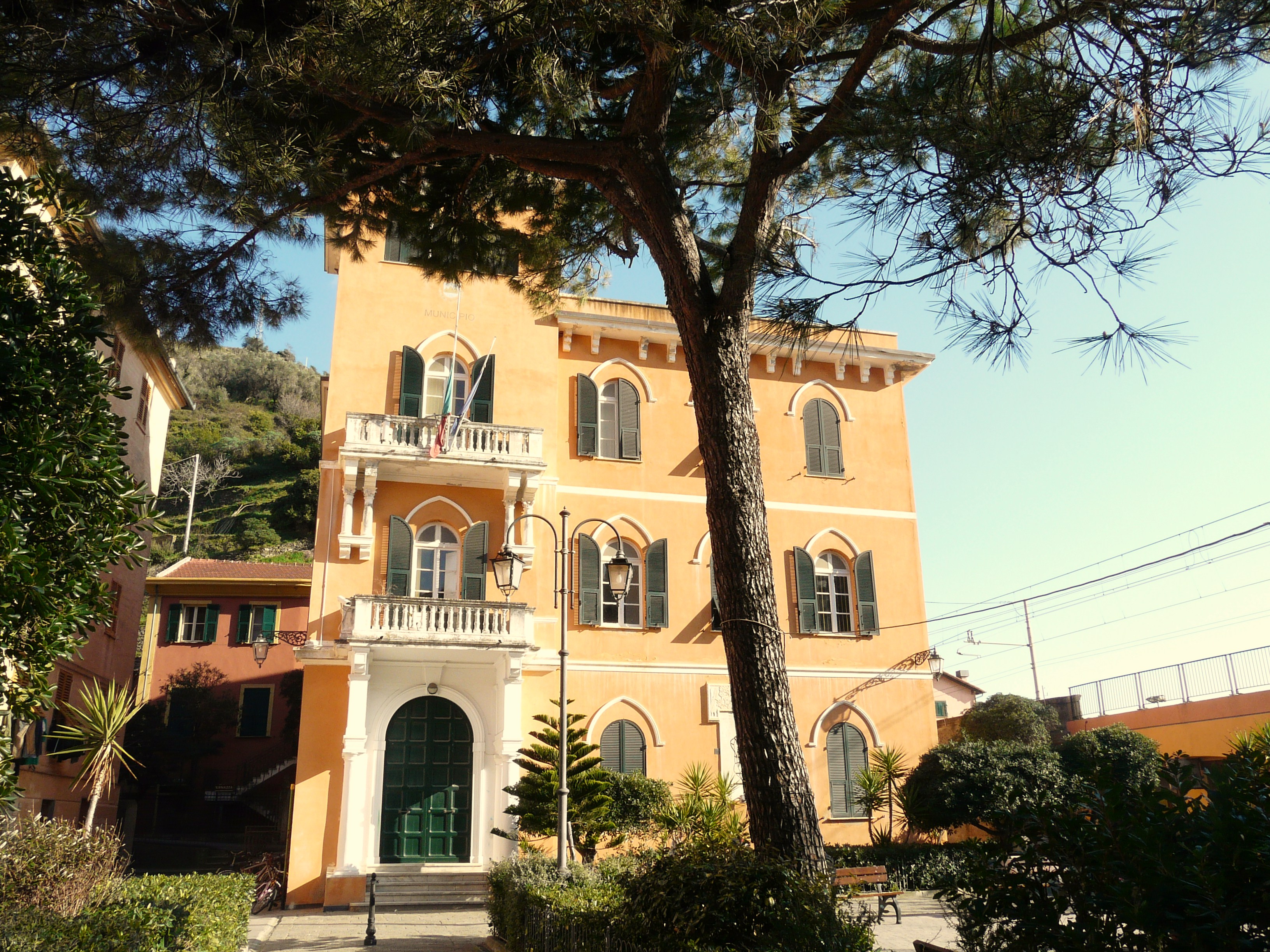
L'Ajuntament
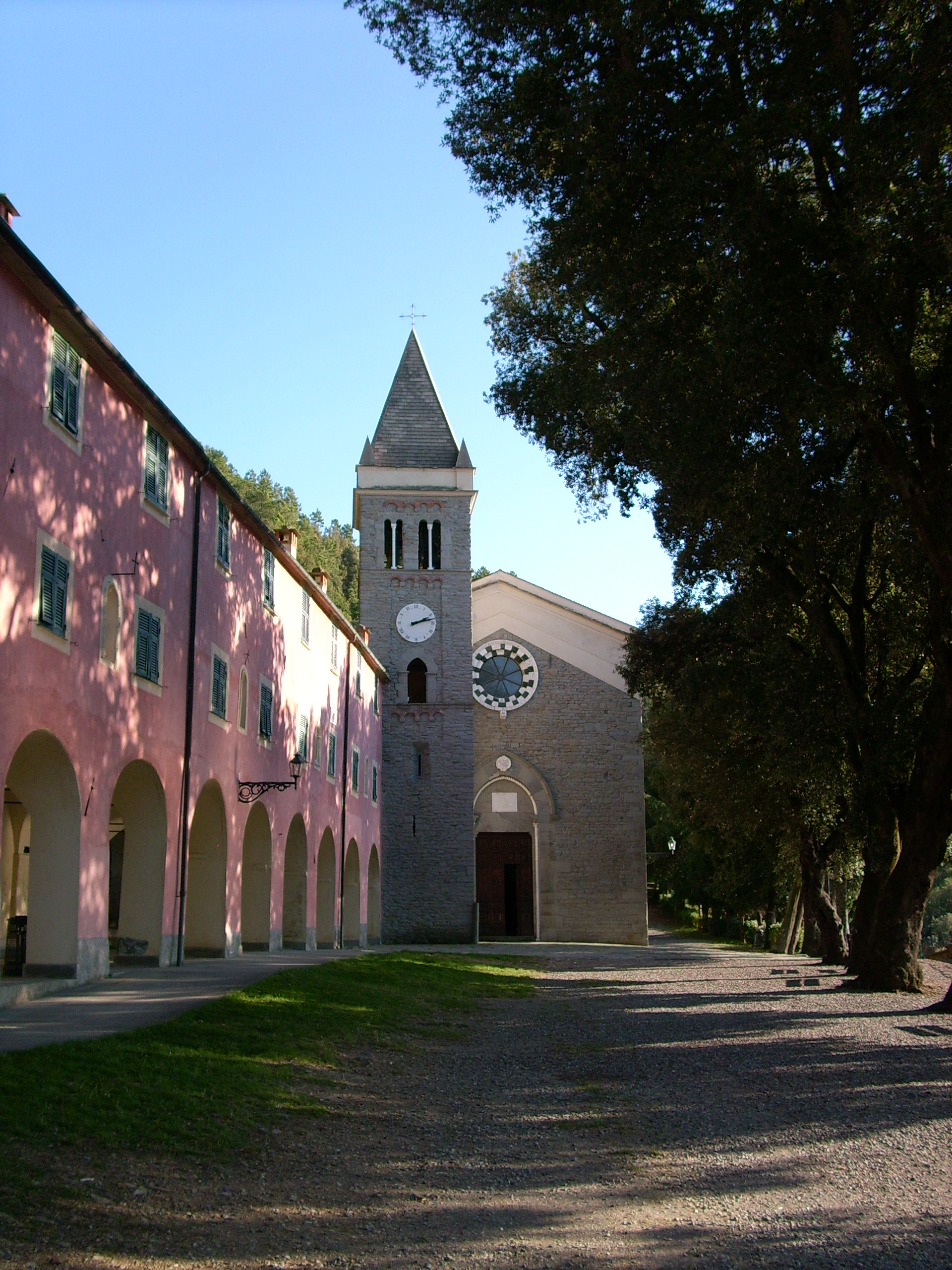
El santuari de Soviore

## Agermanaments
- Saint-Genès-Champanelle